# Radio Lippe
Radio Lippe ist ein Lokalradiosender für den Kreis Lippe mit Sitz in Detmold. Er erhielt seine Lizenz von der LfM und nahm im Jahre 1991 den Sendebetrieb auf. Chefredakteur ist Markus Knoblich.

## Geschichte
Die Redaktion und das Sendestudio befanden sich in den ersten Senderjahren auf 220 Quadratmetern in der Ernst-Hilker-Straße in Detmold.
Das Programm, das in der Anfangsphase ab April 1991 über den Äther ging, war noch stark durch Spartenprogramme für unterschiedliche Zielgruppen geprägt. So liefen unter anderem eine Volksmusik- und eine Sportsendung am Sonntag, ein Jugendprogramm am Freitagnachmittag oder ein kulturell geprägtes Programm an den Feiertagen. Im Tagesprogramm standen lokale Themen und Gewinnspiele für die Hörer im Vordergrund.
Mit diesem Spartenprogramm hatte der Sender wenig Glück: 1993 gehörte Radio Lippe zu den erfolglosesten Lokalsendern in Nordrhein-Westfalen. In den Folgejahren sorgten mehrere neue Chefredakteure für zahlreiche Programmreformen.
Seit den 2000er Jahren ist das Programm, wie bei allen anderen Lokalradios in NRW auch, immer weiter formatiert worden. In den Anfangsjahren war der Unterschied zwischen dem selbstproduzierten Programm und dem Mantelprogramm Radio NRW noch deutlich erkennbar: durch Moderation, Musikfarbe und eigene Positionierungen. Später traten diese Eigenständigkeiten immer weiter in den Hintergrund. Zwar konnten die Hörerzahlen deutlich verbessert werden, erreichen aber immer noch nicht das zum Teil deutlich höhere Niveau anderer vergleichbarer Lokalsender in der Region.
Seit mehreren Jahren hat der Sender seinen Sitz im ehemaligen Redaktionsgebäude der Lippischen Landes-Zeitung an der Lageschen Straße in Detmold.
Mit Einführung der neuen Sendestruktur zum 31. August 2015 wurde wieder die alte Station-Voice der NRW-Lokalradios, Bodo Venten, eingeführt.

## Programm
Radio Lippe strahlt wochentags bis zu 15 Stunden Lokalprogramm aus. Von 06-10 Uhr läuft die Sendung „Doppelt wach - Mit Dominik Tegeler oder Maurice Flege“. Die Lokalnachrichten zur halbem Stunde kommen von wechselnden Redakteur-innen. Ab 10 Uhr läuft die Sendung „Radio Lippe bei der Arbeit mit Christina Wolff“. „Von Zwei bis Frei mit Lars Niermann bzw. Judith Brentrup“ schließt von 14 bis 18 Uhr als weiteres Lokalprogramm an. Ab 18 Uhr läuft die Sendung „Radio Lippe am Abend“.
Am Wochenende sendet Radio Lippe samstags von 7 bis 12 Uhr und sonntags von 9 bis 12 Uhr ein lokales Programm.
Zwischen 6 und 0 Uhr werden wochentags zu jeder halben Stunde Lokalnachrichten ausgestrahlt, Samstags zwischen 7 und 12 Uhr. Das Programm in der Nacht und am Wochenende, einschließlich der Weltnachrichten zu jeder vollen Stunde, liefert der Mantelprogrammanbieter Radio NRW. Kurz vor den Weltnachrichten läuft ein landesweiter Werbeblock. Daneben enthält das Programm eigene, lokale vermarktete Funkwerbung, so dass es pro Sendestunde bis zu zwei lokale Werbeblöcke gibt.
Montags bis samstags von 21 bis 0 Uhr und sonntags von 18 bis 20 Uhr wird aus dem Gütersloher Studio an der Kahlertstraße das OWL-weite Jugendprogramm deinfm ausgestrahlt. Darin werden jeweils zur halben Stunde OWL-weite Schlagzeilen gesendet.

## Tägliche Sendedauer
Die 1991 von der LfM erteilte Lizenz sah ursprünglich vor, dass Radio Lippe täglich acht Stunden eigenes Programm ausstrahlen muss. Aufgrund schwieriger wirtschaftlicher Bedingungen wurden die Mindestsendestunden wenig später auf fünf Stunden täglich verringert und es wurde sogar gestattet, zwei dieser fünf Stunden „in Kooperation“ mit Radio NRW zu erstellen. Inzwischen sendet Radio Lippe montags bis freitags bis zu 15 Stunden; lediglich am Wochenende wird die Reduktion auf drei bzw. vier Stunden beibehalten.

## Hörerzahlen
Nach der Reichweitenuntersuchung E.M.A. NRW 2023 I schalten täglich 32,8 % der Menschen ab 14 Jahren im Kreisgebiet Radio Lippe ein. Dies entspricht einem Marktanteil von 27,5 Prozent im Sendegebiet.

## Unternehmen
Die programmliche Verantwortung für Radio Lippe liegt gemäß dem Landesmediengesetz NRW bei dem Verein Veranstaltergemeinschaft für lokalen Rundfunk im Kreis Lippe, der sich aus Vertretern gesellschaftlich relevanter Gruppen des Kreises zusammensetzt.
Die wirtschaftliche Verantwortung obliegt dem Unternehmen Lippischer Rundfunk GmbH & Co. KG. Beteiligt sind die Zeitungsverlage Lippische Landes-Zeitung, Neue Westfälische und der Kreis Lippe.
Die technischen und betriebswirtschaftlichen Aufgaben sind zum großen Teil an den in Bielefeld ansässigen Full-Service-Dienstleister Audio Media Service (ams) ausgelagert.

## Empfang
Die terrestrische „Stammfrequenz“ von Radio Lippe ist die 106,6 MHz, die seit Sendebeginn aus Lemgo weite Teile des Kreises versorgt. Ende der 1990er kamen die Frequenz 107,4 MHz (Linderhofe) für den lippischen Norden (vor allem Extertal und Kalletal) hinzu und 2004 die Stützfrequenz 101,0 MHz (Schieder-Schwalenberg) für den Südosten.
Im Sendegebiet ist es darüber hinaus möglich, Radio Lippe über das Kabelnetz zu empfangen.
Auf der Homepage wird ein Livestream zur Verfügung gestellt. Schließlich ist es möglich, über eine App das Radio auf dem Smartphone oder per Smartspeaker zu empfangen.

## Personen
Der Fernsehmoderator Matthias Opdenhövel begann seine Karriere als Volontär bei Radio Lippe. Ende 1993 wechselte er zu dem neu gestarteten Musiksender VIVA.
Kay-Sölve Richter, Co-Moderatorin des Heute-journal, begann ihre Karriere als Volontärin bei Radio Lippe.
Die ehemalige Tagesthemen und jetzige RTL Aktuell Moderatorin Pinar Atalay begann als Praktikantin, freie Mitarbeiterin und Volontärin ihre Karriere bei Radio Lippe.
Zum Februar 2015 wechselte Lars Cohrs von NDR 1 Niedersachsen zu Radio Lippe und übernahm die Chefredaktion des Senders. Nach etwas über einem Jahr verließ Cohrs den Sender jedoch wieder, um in der alten Position beim Radiosender NDR1 die Frühsendung zu übernehmen. Neuer Chefredakteur seit dem 1. April 2016 ist Markus Knoblich.
Ehemaliger Praktikant bei Radio Lippe war unter anderem Tommi Schmitt.